# Бенеке, Георг Фридрих
Георг Фридрих Бенеке (нем. Georg Friedrich Benecke; 1762—1844) — немецкий филолог-германист и педагог, который преимущественно занимался средневековой немецкой литературой.

## Биография
Георг Фридрих Бенеке родился 10 июня 1762 года в городке Мёнксрот, в земле Бавария.
Высшее образование получил в Геттингенском университете, где потом был ординарным профессором на кафедре философии.
Научные исследования Г. Ф. Бенеке касались в основном английского и старогерманского языков и литературы.
Одна из заслуг Бенеке состоит в том, что старогерманская литература стала предметом академических лекций. Георг Фридрих Бенеке приобрел широкую известность тонким и остроумным объяснением старых южногерманских стихотворцев, особенно в лексикологическом отношении.
Его труд «Beiträge zur Kenntniss der altdeutschen Sprach und Litteratur» (2 тома, Геттинген, 1810—32) содержат в первом томе дополнения к Бодмерову изданию миннезингеров, а во втором — стихотворения Нейдхарта фон Ройенталя и «Pfaffe Amis» Штрикера.
Его стараниями вышли в свет книги Ульриха Бонера «Драгоценный камень» «Edelstein oder Fabein» (Берлин, 1816), Рудольфа из Эмса «Варлаам и Иосафат» (Кёнигсберг, 1818) и Вирнта фон Графенберга «Vigalois» (Берлин, 1819) с довольно хорошим для того времени словарём.
Далее, он издал вместе с К. Лахманом Гартмана фон дер Ауэ «Iwein» (Берлин, 1827; 2 изд. 1842) с пояснительными примечаниями и впоследствии образцовый словарь (Геттинген, 1833, 2 изд. 1874).
Разработанный и частично начатый им «Средневерхненемецкого словаря» (нем. Mittelhochdeutshes Wörterbuch) был издан после его смерти и дополнен Вильгельмом Мюллером и Цернке (3 т., Лейпциг, 1847—66) с 3 томами прибавлений.
Георг Фридрих Бенеке скончался 21 августа 1844 года в городе Геттингене.